# Dipcadi kuriensis
Dipcadi kuriensis är en sparrisväxtart som beskrevs av Anthony G. Miller. Dipcadi kuriensis ingår i släktet Dipcadi och familjen sparrisväxter. IUCN kategoriserar arten globalt som sårbar.
Artens utbredningsområde är Socotra. Inga underarter finns listade i Catalogue of Life.